# Ambloy
Ambloy – miejscowość i gmina we Francji, w Regionie Centralnym, w departamencie Loir-et-Cher.
Według danych na rok 1990 gminę zamieszkiwało 166 osób, a gęstość zaludnienia wynosiła 13 osób/km² (wśród 1842 gmin Regionu Centralnego Ambloy plasuje się na 972. miejscu pod względem liczby ludności, natomiast pod względem powierzchni na miejscu 1001.).